# 12 Rounds

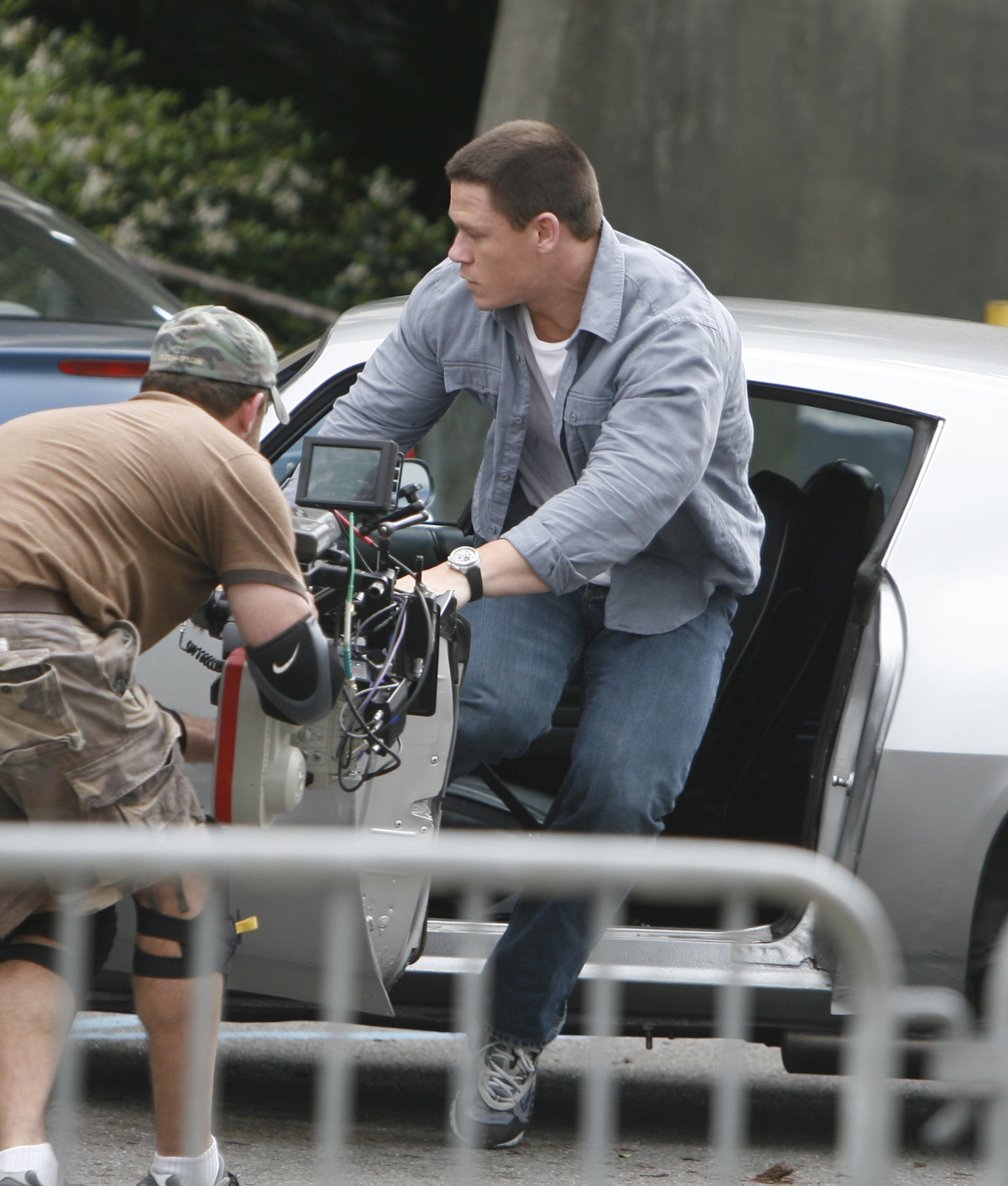
John Cena under inspelningen av 12 Rounds.

12 Rounds är en amerikansk actionfilm från 2009 i regi av Renny Harlin. Filmen producerades av WWE Studios och har den skådespelande fribrottaren John Cena i huvudrollen.

## Rollista i urval
| John Cena      | – Danny Fisher  |
| Aidan Gillen   | – Miles Jackson |
| Steve Harris   | – George Aiken  |
| Ashley Scott   | – Molly Porter  |
| Brian J. White | – Hank Carver   |
| Taylor Cole    | – Erica Kessen  |